# Medium-density fibreboard

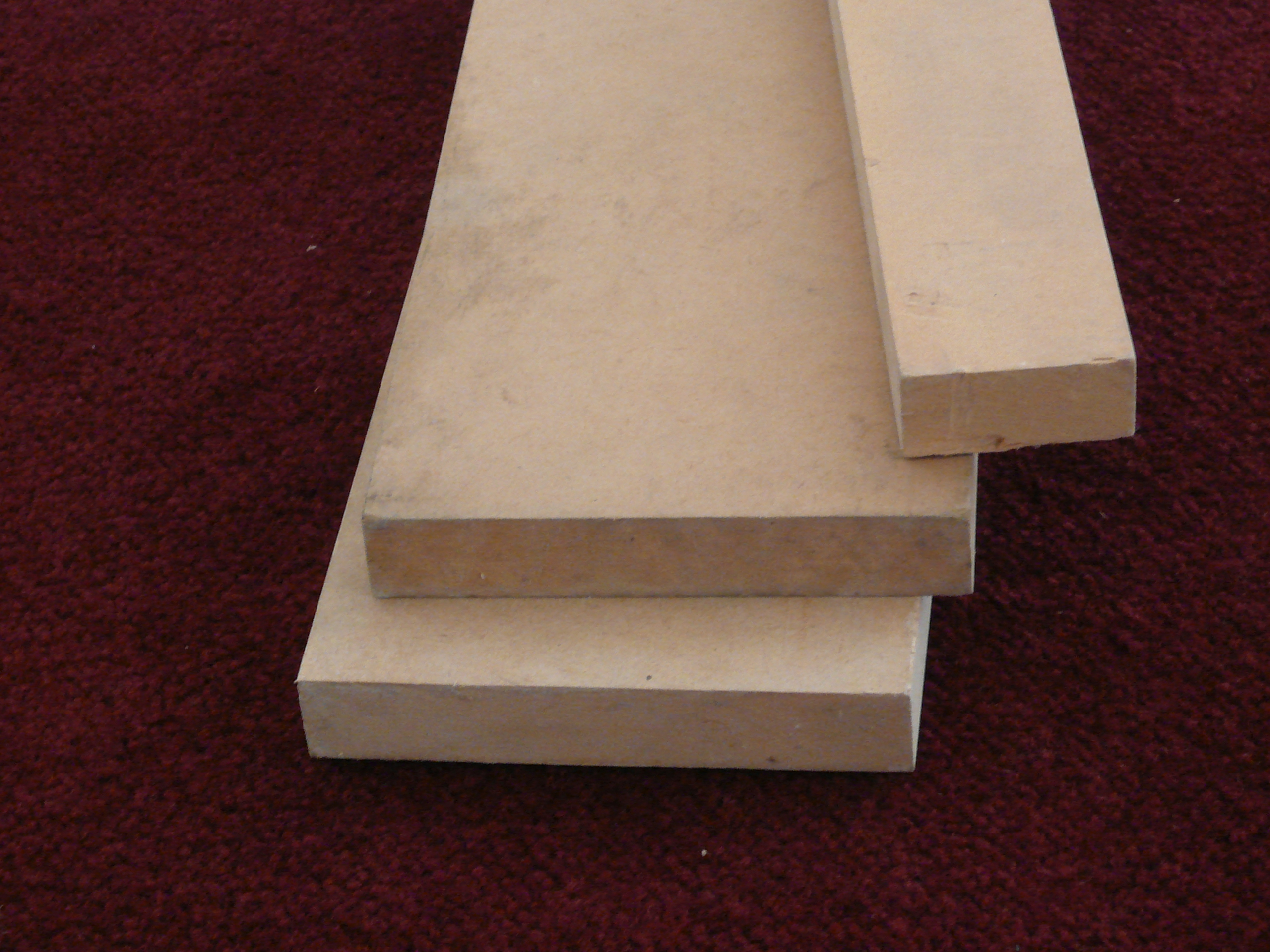
Campione di MDF

Il Medium-density fibreboard (sigla MDF), traducibile come "pannello di fibra a media densità", è un derivato del legno. È il più famoso e diffuso della famiglia dei pannelli di fibra, comprendente tre categorie distinte in base al processo impiegato e alla densità: bassa (LDF), media (MDF) e alta (HDF). Ideale per la realizzazione di arredamenti laccati opachi satinati semilucidi e lucidi in quanto privo di ondulazioni che possano compromettere il risultato finale del manufatto. Ciò è reso possibile da una adeguata carteggiatura a grezzo e successiva rifinitura con grana 180 o 220; si applica quindi un isolante, per poi procedere con 2 mani di fondo bianco poliuretanico (per una finitura opaca) o due mani di fondo poliestere (per una finitura lucida).
Viene anche impiegato per produrre casse per  diffusori acustici.

## Processo di produzione
La materia prima utilizzata comprende molti tipi di legno, siano essi tondame, scarto, o cascame di lavorazione, preferibilmente di Conifera.
Partendo dal tondame, esso viene di solito prima scortecciato, poi cippato con l'ausilio di sminuzzatrici o frammentatrici, poi selezionato e controllato per eliminare eventuali tracce estranee ed eventuali pezzi troppo grandi mal sminuzzati. In alcuni casi, il tondame viene cippato in bosco senza essere scortecciato, anche se un'eccessiva percentuale di corteccia tende a peggiorare le caratteristiche dei pannelli.
La raffinazione per trasformare i frammenti di legno in fibra viene eseguita attraverso la macinazione per rompere i legami esistenti e formare una pasta di fibre, facilitata da immersione in acqua, con l'ausilio di vapore e calore o con trattamenti chimici a base di sostanze alcaline che indeboliscono i legami della lignina. L'operazione può avvenire attraverso due diversi procedimenti: per via secca e per via umida.

### Procedimento per via secca
L'essiccazione delle fibre di legno avviene per mezzo di aria calda; dipende dal metodo di applicazione della colla: può essere applicata durante o dopo l'essiccazione o direttamente all'uscita dello sfibratore.
Le resine impiegate (di solito UF o PF) possono quindi essere addizionate alle fibre sfruttando la turbolenza dell'aria che assicura una buona miscelazione della resina.
Successivamente le fibre incollate vengono disposte a formare un materasso a un solo strato su di un nastro tessuto o perforato, in maniera più regolare e uniforme possibile onde evitare variazioni di altezza o densità. Sotto il nastro viene applicata una depressione. Data la massa volumica molto bassa delle fibre con la resina (15/18 kg/m³), l'altezza dei materassi che si formano è piuttosto elevata, ragion per cui si rende necessaria una compressione meccanica preliminare a freddo che serve ad eliminare eventuali tasche d'aria, compattare il materasso e ridurre l'altezza iniziale a 1/5 - 1/6. Al termine di questa operazione, il materasso tende a rigonfiare e recuperare parte dello spessore.
Per ottenere pannelli di grandi spessori occorre sovrapporre più materassi di fibre pre-pressati: una sovrapposizione senza pre-pressatura non sarebbe possibile per la dimensione troppo elevata del materasso.
La pressatura avviene in presse monovano o multivano, dopo che il materasso viene tagliato, a temperature di circa 140-165 °C per UF e 190° per PF.

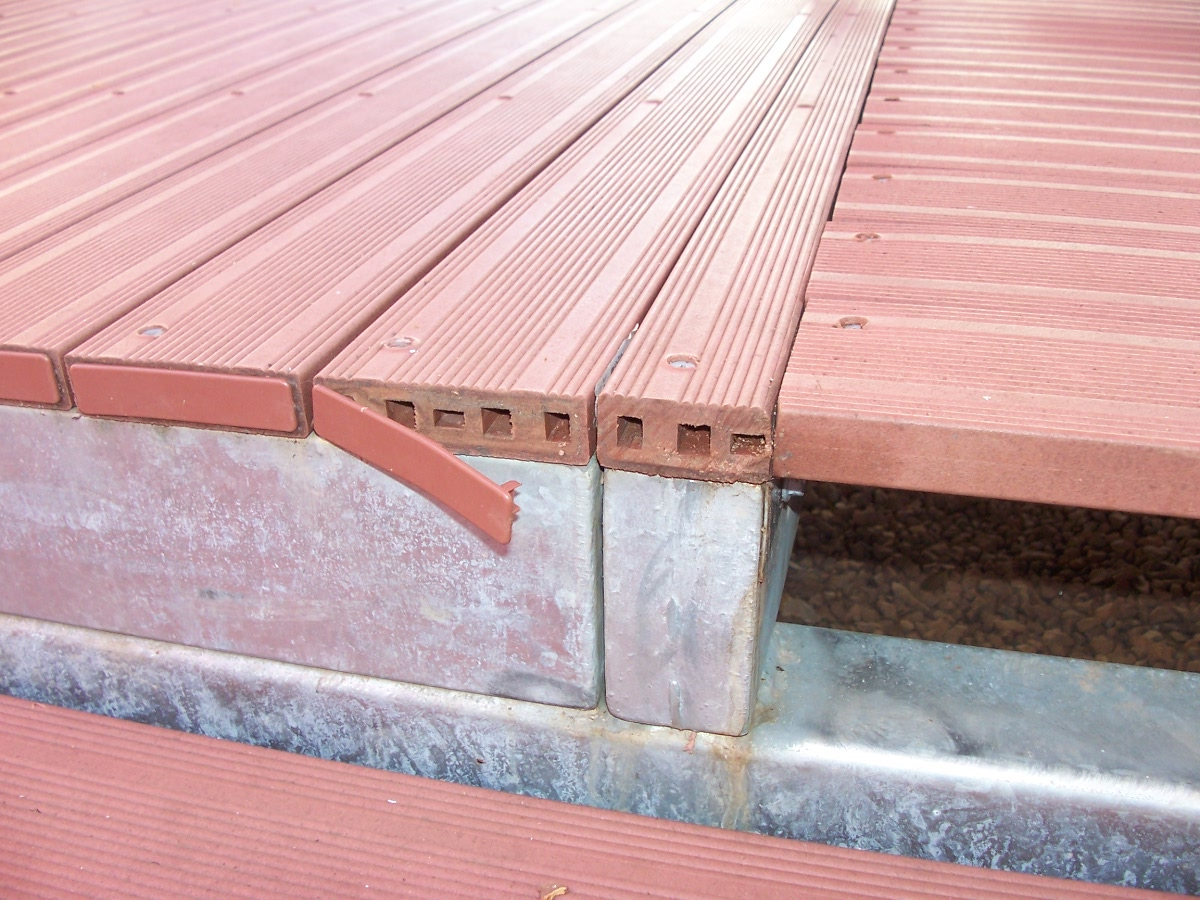
Tavole di MDF per pavimentazione, con colorante/conservante nella miscela

La compattezza del pannello in pressa impedisce la liberazione del vapore accumulato, per cui la pressatura deve procedere in più fasi di pressione e scarico, per facilitarne la fuoriuscita.
Le pressioni utilizzate vanno dai 35 ai 60 kg/cm² e variano in funzione della massa volumica che si vuole conferire al pannello.

### Procedimento per via umida
Detto anche feltratura per via umida, differisce dal precedente in quanto viene utilizzata l'acqua come mezzo di distribuzione delle fibre nel materasso (rendendo il processo come "estensione" del processo tecnologico della carta), e non vengono di solito impiegati leganti aggiuntivi: se le fibre lignocellulosiche contengono sufficiente lignina e se questa non si altera durante le operazioni di sfibratura (per idrolisi), la lignina stessa viene impiegata come legante, trasformandosi, sotto l'azione del calore e della pressione, in adesivo termoplastico.
La giusta quantità, necessaria alla formazione di un pannello, di fibre e acqua miscelate, viene posizionata su di un piano che ha proprietà di permeabilità nei confronti dell'acqua (ad esempio può essere formato da una fitta rete), dopodiché viene applicata una depressione al di sotto del piano, che aggiunta all'azione di cilindri pressori che schiacciano la miscela, fa sì che venga rimossa l'acqua in eccesso.
Segue l'operazione di pressatura, di durata compresa fra i 5 e i 15 minuti, effettuata in presse multivano in tre fasi successive: una prima fase in cui viene applicata un'alta pressione che rimuove gran parte dell'acqua e riduce lo spessore del pannello al valore desiderato; la seconda fase prevede una pressione ridotta che serve alla fuoriuscita controllata del vapore; la terza fase è quella della pressatura definitiva del pannello che viene effettuata a temperature elevate (fino a 210 °C) e con pressioni variabili (max 50kg/cm²) in base alla massa volumica finale che si vuole ottenere.
L'utilizzo combinato di alta temperatura e pressione permette di utilizzare la lignina, il polimero che è contenuto naturalmente nel legno, come legante per i legami fibra-fibra, grazie proprio alle sue caratteristiche termoplastiche e al processo che ne deriva di plasticizzazione e ricementazione.